# Bellevigne
Bellevigne – gmina we Francji, w regionie Nowa Akwitania, w departamencie Charente. W 2013 roku liczba ludności wynosiła 1385 mieszkańców. 
Gmina została utworzona 1 stycznia 2017 roku z połączenia pięciu ówczesnych gmin: Éraville, Malaville, Nonaville, Touzac oraz Viville. Siedzibą gminy została miejscowość Malaville.